# Coupe de la Major League Soccer 2024
La Coupe de la Major League Soccer 2024 est la 29e édition de la Coupe de la Major League Soccer et se joue le 7 décembre 2024 entre le Galaxy de Los Angeles, champion de la conférence Ouest et les Red Bulls de New York, champions de la conférence Est,. La rencontre se joue sur le terrain de la meilleure équipe au bilan de la saison régulière, à savoir Los Angeles,.
Cette finale, voit la victoire du Galaxy de Los Angeles qui s'impose deux buts à un sur les Red Bulls de New York. Il remporte ainsi leur sixième coupe MLS de leur histoire,. À l'issue du match, Gastón Brugman est élu homme du match,. Le Galaxy se qualifie pour les huitièmes de finale de la Coupe des champions de la CONCACAF 2025.

## Contexte
Le Galaxy de Los Angeles joue sa dixième finale. Il a remporté cinq fois, en 2002 (en), 2005 (en), 2011 (en), 2012 et 2014, faisant d'elle l'équipe la plus titrée de la compétition,. Le Galaxy a réussi à se qualifier pour les séries éliminatoires que deux fois lors des sept dernières saisons,.
Les Red Bulls de New York jouent leur deuxième finale, après celle perdue en 2008 (en) face au Crew de Columbus. Ils sont également la première équipe de l'histoire de la MLS à réaliser l'exploit de se qualifier pour la finale, en étant classé à la septième position de sa conférence,.
Les deux clubs ne se sont pas affrontés en saison régulière et se sont rencontrés pour la dernière fois lors de la saison 2021, où le Galaxy a gagné 3-2 face aux Red Bulls. Il s'agit également de la première finale entre des équipes de Los Angeles et de New York, les deux plus grandes régions métropolitaines américaines,.
Le Dignity Health Sports Park a précédemment accueilli six fois la finale de la Coupe de la Major League Soccer en 2003 (en), 2004 (en), 2008 (en), 2011 (en), 2012 et 2014. La dernière finale de la coupe MLS en Californie remonte à 2022.

## Avant-match
L'arbitre désigné par la Major League Soccer est Guido Gonzales Jr.. Il a également arbitré la finale de la National Women's Soccer League en 2018 entre le Courage de la Caroline du Nord et les Thorns de Portland. Il est assisté par Kyle Atkins et Logan Brown. Ismir Pekmic est le quatrième arbitre et Jose Da Silva désigné arbitre assistant de réserve. Younes Marrakchi est chargé de l'arbitrage vidéo. Il est assisté de TJ Zablocki.

## Parcours des finalistes
Le Galaxy de Los Angeles se classe à la deuxième position de sa conférence. Par la suite, il remporte facilement la série du premier tour, après deux victoires face aux Rapids du Colorado. Ensuite, en demi-finales de conférence, il élimine Minnesota United, puis idem face aux Sounders de Seattle en finale de conférence. Avec 16 buts marqués au cours des séries éliminatoires, le Galaxy était à un but pour égaler le record du Toronto FC établie en 2016,.
Puis, les Red Bulls de New York ont fini septième de sa conférence. Lors du premier tour, ils se qualifient pour le tour suivant, après deux victoires face au tenant du titre, le Crew de Columbus. Les Red Bulls éliminent ensuite le New York City FC, puis Orlando City.
| Rang | Équipe                | Pts | J  | G  | N  | P  | Bp | Bc | Diff |
| ---- | --------------------- | --- | -- | -- | -- | -- | -- | -- | ---- |
| 1    | Los Angeles FC        | 64  | 34 | 19 | 7  | 8  | 63 | 43 | +20  |
| 2    | Galaxy de Los Angeles | 64  | 34 | 19 | 7  | 8  | 69 | 50 | +19  |
| 3    | Real Salt Lake        | 59  | 34 | 16 | 11 | 7  | 65 | 48 | +17  |
| 4    | Sounders de Seattle   | 57  | 34 | 16 | 9  | 9  | 51 | 35 | +16  |
| 5    | Dynamo de Houston     | 54  | 34 | 15 | 9  | 10 | 47 | 39 | +8   |

| Rang | Équipe                | Pts | J  | G  | N  | P  | Bp | Bc | Diff |
| ---- | --------------------- | --- | -- | -- | -- | -- | -- | -- | ---- |
| 5    | Charlotte FC          | 51  | 34 | 14 | 9  | 11 | 46 | 37 | +9   |
| 6    | New York City FC      | 50  | 34 | 14 | 8  | 12 | 54 | 49 | +5   |
| 7    | Red Bulls de New York | 47  | 34 | 11 | 14 | 9  | 55 | 50 | +5   |
| 8    | CF Montréal           | 43  | 34 | 11 | 10 | 13 | 48 | 64 | -16  |
| 9    | Atlanta United        | 40  | 34 | 10 | 10 | 14 | 46 | 49 | -3   |

## Match

### Feuille de match
| ·             |    |                      |       |
| Titulaires :  |    |                      |       |
|               |    |                      |       |
| G             | 77 | 0 John McCarthy (en) |       |
| DD            | 2  | 0 Miki Yamane        |       |
| DC            | 25 | 0 Emiro Garcés (en)  |       |
| DC            | 4  | 0 Maya Yoshida       |       |
| DG            | 14 | 0 John Nelson (en)   |       |
| MC            | 8  | 0 Mark Delgado       |       |
| MC            | 20 | 0 Edwin Cerrillo     |       |
| MC            | 5  | 0 Gastón Brugman     | 75e   |
| AiD           | 11 | 0 Gabriel Pec        |       |
| AiG           | 28 | 0 Joseph Paintsil    | 90+4e |
| AC            | 9  | 0 Dejan Joveljić     | 78e   |
|               |    |                      |       |
| Remplaçants : |    |                      |       |
| M             | 18 | 0 Marco Reus         | 75e   |
| M             | 7  | 0 Diego Fagúndez     | 78e   |
| D             | 24 | 0 Jalen Neal         | 90+4e |
|               |    |                      |       |
| Entraîneur :  |    |                      |       |
| Greg Vanney   |    |                      |       |

| ·              |    |                       |     |
| Titulaires :   |    |                       |     |
|                |    |                       |     |
| G              | 16 | 0 Carlos Coronel (en) |     |
| DC             | 12 | 0 Dylan Nealis (en)   | 84e |
| DC             | 3  | 0 Noah Eile           |     |
| DC             | 15 | 0 Sean Nealis (en)    |     |
| MD             | 17 | 0 Cameron Harper (en) |     |
| MC             | 75 | 0 Daniel Edelman      | 84e |
| MC             | 5  | 0 Peter Stroud (en)   | 65e |
| MG             | 47 | 0 John Tolkin         |     |
| MO             | 10 | 0 Emil Forsberg       |     |
| AC             | 13 | 0 Dante Vanzeir       | 65e |
| AC             | 9  | 0 Lewis Morgan        |     |
|                |    |                       |     |
| Remplaçants :  |    |                       |     |
| M              | 48 | 0 Ronald Donkor (en)  | 65e |
| A              | 11 | 0 Elias Manoel        | 65e |
| D              | 19 | 0 Wikelman Carmona    | 84e |
| A              | 7  | 0 Cory Burke          | 84e |
|                |    |                       |     |
| Entraîneur :   |    |                       |     |
| Sandro Schwarz |    |                       |     |

| ·             |    |                      |       |
| Titulaires :  |    |                      |       |
|               |    |                      |       |
| G             | 77 | 0 John McCarthy (en) |       |
| DD            | 2  | 0 Miki Yamane        |       |
| DC            | 25 | 0 Emiro Garcés (en)  |       |
| DC            | 4  | 0 Maya Yoshida       |       |
| DG            | 14 | 0 John Nelson (en)   |       |
| MC            | 8  | 0 Mark Delgado       |       |
| MC            | 20 | 0 Edwin Cerrillo     |       |
| MC            | 5  | 0 Gastón Brugman     | 75e   |
| AiD           | 11 | 0 Gabriel Pec        |       |
| AiG           | 28 | 0 Joseph Paintsil    | 90+4e |
| AC            | 9  | 0 Dejan Joveljić     | 78e   |
|               |    |                      |       |
| Remplaçants : |    |                      |       |
| M             | 18 | 0 Marco Reus         | 75e   |
| M             | 7  | 0 Diego Fagúndez     | 78e   |
| D             | 24 | 0 Jalen Neal         | 90+4e |
|               |    |                      |       |
| Entraîneur :  |    |                      |       |
| Greg Vanney   |    |                      |       |

| ·              |    |                       |     |
| Titulaires :   |    |                       |     |
|                |    |                       |     |
| G              | 16 | 0 Carlos Coronel (en) |     |
| DC             | 12 | 0 Dylan Nealis (en)   | 84e |
| DC             | 3  | 0 Noah Eile           |     |
| DC             | 15 | 0 Sean Nealis (en)    |     |
| MD             | 17 | 0 Cameron Harper (en) |     |
| MC             | 75 | 0 Daniel Edelman      | 84e |
| MC             | 5  | 0 Peter Stroud (en)   | 65e |
| MG             | 47 | 0 John Tolkin         |     |
| MO             | 10 | 0 Emil Forsberg       |     |
| AC             | 13 | 0 Dante Vanzeir       | 65e |
| AC             | 9  | 0 Lewis Morgan        |     |
|                |    |                       |     |
| Remplaçants :  |    |                       |     |
| M              | 48 | 0 Ronald Donkor (en)  | 65e |
| A              | 11 | 0 Elias Manoel        | 65e |
| D              | 19 | 0 Wikelman Carmona    | 84e |
| A              | 7  | 0 Cory Burke          | 84e |
|                |    |                       |     |
| Entraîneur :   |    |                       |     |
| Sandro Schwarz |    |                       |     |